# Biggin (North Yorkshire)
Biggin – wieś w Anglii, w hrabstwie North Yorkshire, w dystrykcie (unitary authority) North Yorkshire. Leży 18 km na południe od miasta York i 265 km na północ od Londynu. Miejscowość liczy 118 mieszkańców.